# Тапилула (муниципалитет)
Тапилула (исп. Tapilula) — муниципалитет в Мексике, штат Чьяпас, с административным центром в одноимённом посёлке. Численность населения, по данным переписи 2020 года, составила 13 592 человека.

## Общие сведения
Название Tapilula с языка науатль можно перевести как — место смертной казни.
Площадь муниципалитета равна 37,4 км², что составляет 0,1 % от площади штата, а наиболее высоко расположенное поселение Эль-Пахональ-Парте-Альта, находится на высоте 1204 метра.
Он граничит с другими муниципалитетами Чьяпаса: на севере с Исуатаном, на востоке с Ринкон-Чамула-Сан-Педро, на юге с Районом, и на западе с Пантепеком.

## Учреждение и состав
Муниципалитет был образован в 1915 году, по данным 2020 года в его состав входит 49 населённых пунктов, самые крупные из которых:
| Код INEGI                  | Населённый пункт                                                                        | Численность населения (2005 год) | Численность населения (2010 год) | Численность населения (2020 год) |
| -------------------------- | --------------------------------------------------------------------------------------- | -------------------------------- | -------------------------------- | -------------------------------- |
| 091                        | Всего                                                                                   | 9934                             | 12170                            | 13592                            |
| 0001                       | Тапилула (исп. Tapilula) 17°14′54″ с. ш. 93°00′59″ з. д. (административный центр)       | 5478                             | 7441                             | 8421                             |
| 0009                       | Сан-Франсиско-Хакона (исп. San Francisco Jaconá) 17°15′49″ с. ш. 93°01′58″ з. д.        | 1222                             | 1323                             | 1277                             |
| 0006                       | Портасели (исп. Portaceli) 17°14′40″ с. ш. 92°59′11″ з. д.                              | 666                              | 459                              | 549                              |
| 0011                       | Видеме-де-Окампо-1 (исп. Videme de Ocampo 1ra. Sección) 17°15′44″ с. ш. 92°59′26″ з. д. | 372                              | 405                              | 465                              |
| 0073                       | Портаселис-Парте-Медиа (исп. Portacelis Parte Media) 17°14′56″ с. ш. 92°59′21″ з. д.    | —                                | 268                              | 383                              |
| 0012                       | Сакингес (исп. Zaquínguez) 17°16′25″ с. ш. 92°59′50″ з. д.                              | 330                              | 315                              | 368                              |
| 0050                       | Видеме-3 (исп. Videme 3ra. Sección) 17°15′18″ с. ш. 92°58′51″ з. д.                     | 204                              | 248                              | 304                              |
| —                          | Прочие                                                                                  | 1662                             | 1711                             | 1825                             |
| Названия на карте Генштаба |                                                                                         |                                  |                                  |                                  |

## Экономическая деятельность
По статистическим данным 2000 года, работоспособное население занято по секторам экономики в следующих пропорциях:
- сельское хозяйство, скотоводство и рыбная ловля — 56,1 %;
- промышленность и строительство — 9,2 %;
- торговля, сферы услуг и туризма — 33,1 %;
- безработные — 1,6 %.

## Инфраструктура
По статистическим данным 2020 года, инфраструктура развита следующим образом:
- электрификация: 99,1 %;
- водоснабжение: 73,1 %;
- водоотведение: 98,6 %.

## Туризм
Туристов привлекают водопады Эль-Сальвадор и Чорро-эль-Сапоте.